# Le Service à thé Arlequin
Le Service à thé Arlequin (The Harlequin Tea Set) est une nouvelle policière d'Agatha Christie mettant en scène Harley Quinn.
Initialement publiée en 1971 dans la revue Winter's Crimes au Royaume-Uni, cette nouvelle a été reprise en recueil en 1991 dans Problem at Pollensa Bay and Other Stories au Royaume-Uni. Elle a été publiée pour la première fois en France dans le recueil Le Second Coup de gong en 2001.

## Publications
Avant la publication dans un recueil, la nouvelle avait fait l'objet de publications dans des revues :
- en 1971, au Royaume-Uni, dans le no 3 de la revue Winter's Crimes[1] ;
- en juin 1973, aux États-Unis, dans le no 6 (vol. 61) de la revue Ellery Queen's Mystery Magazine[2].

La nouvelle a ensuite fait partie de nombreux recueils :
- en 1991, au Royaume-Uni, dans Problem at Pollensa Bay and Other Stories[1] (avec 7 autres nouvelles) ;
- en 1997, aux États-Unis, dans The Harlequin Tea Set and Other Stories[1] (avec 8 autres nouvelles) ;
- en 2001, en France, dans Le Second Coup de gong (adaptation du recueil de 1991).